# Мас Гестеранус, Рудольф Арнольд
Рудольф Арнольд Мас Гестеранус (нидерл. Rudolph Arnold Maas Geesteranus; 20 января 1911 — 18 мая 2003) — нидерландский миколог и лихенолог, доктор наук Лейденского университета (1947), куратор микологической и лихенологической коллекций Лейденского королевского гербария.

## Биография
Родился 20 января 1911 года в Гааге. До 1929 года семья жила в Ост-Индии, после чего Рудольф вернулся в Гаагу и в 1931 году поступил в Лейденский университет. С 1937 года — ассистент-волонтёр в Королевском гербарии, в 1939 году назначен на должность ассистента. В 1946 году стал куратором микологической и лихенологической коллекций.
В 1947 году защитил диссертацию доктора в Лейденском университете. В диссертации провёл монографическую обработку лишайников смейства Parmeliaceae на территории Нидерландов.
В 1949—1950 годах Мас Гестеранус в одиночку путешествовал по Кении, занимаясь сбором лишайников и цветковых растений. В 1964 году путешествовал по Северной Индии вместе с Корнелисом Басом.
С 1955 года занимался исследованием гидноидных грибов (шляпко-ножечных грибов с шиповатым гименофором). В 1959 году Мас Гестеранус и Маринус Донк при поддержке профессора Германа Йоханнеса Лама основали микологический журнал Persoonia. Впоследствии опубликовал множество работ по различных группам аскомицетов, а также по рогатиковым грибам и роду Mycena. Так, в 1992 году опубликовал двухтомную монографию последнего рода в пределах Северного полушария, в 1997 году — монографию для территории бразильского штата Парана.
До 1976 года работал в Лейденском королевском гербарии.
В 1982 году избран почётным членом Союза микологических обществ Швейцарии, в 1983 году — Нидерландского микологического общества.
Скончался 18 мая 2003 года в Угстгесте.

## Некоторые публикации
- Maas Geesteranus R. A. Revision of the lichens of the Netherlands. I. Parmeliaceae. — Blumea. — 1947. — Vol. 6. — P. 1—199.
- Maas Geesteranus R. A. Revision of the lichens of the Netherlands. II. Physciaceae. — Blumea. — 1952. — Vol. 7. — P. 206—287.
- Maas Geesteranus R. A. Notes on Dutch lichens. — Blumea. — 1952. — Vol. 7. — P. 570—592.
- Maas Geesteranus R. A. Notes on Hydnums. — Persoonia. — 1960. — Vol. 1. — P. 341—384.
- Maas Geesteranus R. A. Hyphal structures in Hydnums. — Persoonia. — 1962. — Vol. 2. — P. 377—405.
- Maas Geesteranus R. A. Geoglossaceae of India and adjacent countries. — Persoonia. — 1965. — Vol. 4. — P. 19—46.
- Maas Geesteranus R. A., Nannfeldt J. A. The genus Sarcodon in Sweden in the light of recent investigations. — Svensk botanisk tidskrift. — 1969. — Vol. 63. — P. 401—440.
- Maas Geesteranus R. A. Studies in the genera Irpex and Steccherinum. — Persoonia. — 1974. — Vol. 7. — P. 443—591.